# Julia Sánchez Deza
Julia Sánchez Deza (Lima, 28 de enero de 1930 - Lima, 19 de diciembre de 2001) fue una deportista peruana en competencias de Atletismo, especialista en pruebas de velocidad. Su mayor logro fue la medalla de oro en la prueba de los 100 metros femenino de los primeros Juegos Panamericanos de 1951 realizados en Buenos Aires, Argentina, siendo la primera peruana campeona en la historia de dicha competencia.
Se graduó del Instituto Nacional de Educación Física de la Universidad Nacional Mayor de San Marcos. Fue tricampeona bolivariana en 50 metros, 100 metros y Relevo 4x100 metros, y además fue multimedallista en diversos campeonatos sudamericanos de atletismo. Por sus destacados logros, el estado peruano le otorgó los Laureles Deportivos, máxima distinción deportiva del país.

## Palmarés internacional
| Juegos Panamericanos | Juegos Panamericanos | Juegos Panamericanos |
| Buenos Aires 1951    | Buenos Aires 1951    | Buenos Aires 1951    |
| Medalla              | Prueba               | Nota                 |
| -------------------- | -------------------- | -------------------- |
| Medalla de oro       | 100 m                | 12,2 s               |

| Juegos Bolivarianos | Juegos Bolivarianos | Juegos Bolivarianos |
| Lima 1947-1948      | Lima 1947-1948      | Lima 1947-1948      |
| Medalla             | Prueba              | Nota                |
| ------------------- | ------------------- | ------------------- |
| Medalla de oro      | 50 m                | 6,8 s               |
| Medalla de oro      | 100 m               | 13,3 s              |
| Medalla de oro      | Relevo 4x100 m      | 52,4 s              |
| Medalla de plata    | Salto de longitud   | 4,76 m              |
| Medalla de bronce   | Salto de altura     | 1,33 m              |

| Campeonato Sudamericano de Atletismo | Campeonato Sudamericano de Atletismo | Campeonato Sudamericano de Atletismo |
| La Paz 1948                          | La Paz 1948                          | La Paz 1948                          |
| Medalla                              | Prueba                               | Nota                                 |
| ------------------------------------ | ------------------------------------ | ------------------------------------ |
| Medalla de oro                       | 200 m                                | 26,1 s                               |
| Medalla de oro                       | Salto de longitud                    | 5,04 m                               |
| Medalla de plata                     | Salto de altura                      | 1,40 m                               |
| Lima 1949                            |                                      |                                      |
| Medalla de oro                       | 100 m                                | 12,7 s                               |
| Buenos Aires 1952                    |                                      |                                      |
| Medalla de oro                       | 100 m                                | 12,2 s                               |